# آرتمیس ۴
آرتمیس ۴ (به‌طور رسمی آرتمیس IV)(به انگلیسی: Artemis 4) چهارمین مأموریت برنامه‌ریزی شده برنامه آرتمیس ناسا است. این مأموریت چهار فضانورد را با یک موشک سیستم پرتاب فضایی و یک اوریون به ایستگاه فضایی گیت‌وی پرتاب خواهد کرد.

## فضاپیما

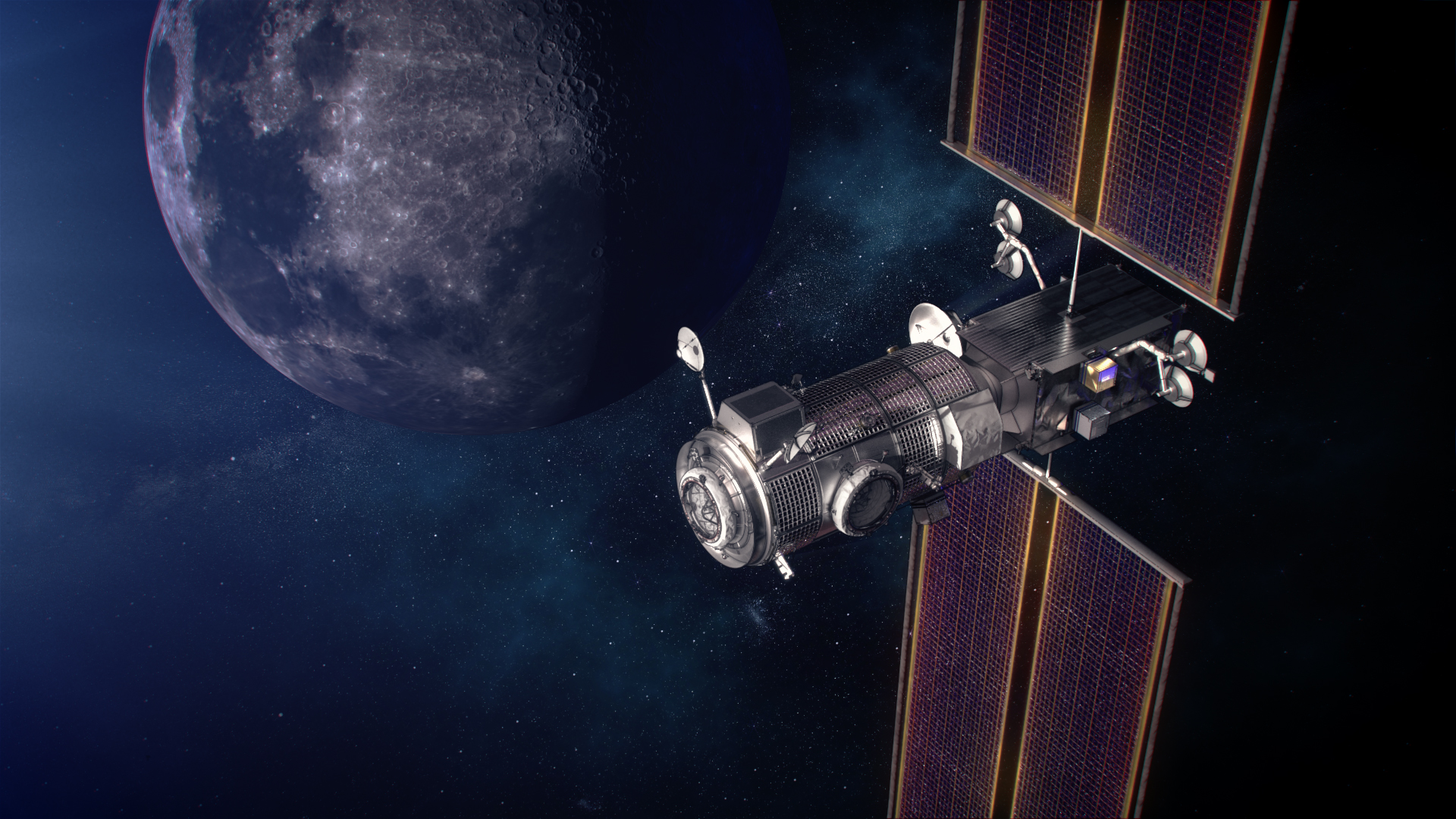
فضا پیمای ارتمیس 4

### سیستم پرتاب فضایی
سیستم پرتاب فضایی یک پرتابگر فوق‌سنگین است که برای پرتاب فضاپیمای اوریون از زمین به مدار فرا ماه استفاده می‌شود.

### اوریون
اوریون وسیله نقلیه حمل و نقل خدمه است که در تمام ماموریت‌های آرتمیس استفاده می‌شود. خدمه را از زمین به مدار دروازه منتقل می‌کند و آنها را به زمین بازمی‌گرداند.

### گیت‌وی
گیت‌وی یک ایستگاه فضایی مدولار کوچک است که در اواخر سال ۲۰۲۴ در مدار هاله‌ای نزدیک راست خطی (NRHO) ایجاد می‌شود. دو عنصر گیت‌وی اول با هم بر روی اسپیس‌اکس فالکون هوی پرتاب خواهند شد و یک سال را در مدار هاله تقریباً مستطیلی به دور ماه قبل از آرتمیس ۴ سپری خواهند کرد.